# Фолікуліт
Фолікулі́т (лат. folliculitis) — запалення волосяного фолікула. Його спричинюють переважно бактерії роду Стафілокок, хоча іноді й бактерії Pseudomonas aeruginosa, дріжджові грибки роду Malassezia, Trichophyton rubrum, віруси простого герпеса. Є варіантом перебігу піодермій. Рідше фолікуліт може бути неінфекційного походження.

## Патогенез
Одиничні фолікулярні пустули можуть виникати внаслідок дії на шкіру різноманітних подразнюючих факторів, але нерідко локалізовані чи дисеміновані фолікулярні пустули тримаються тривалий час чи часто рецидивують (повторно виникають ознаки хвороби після ремісії). Наполегливе та довготривале протікання фолікуліта можуть підтримувати різні причини, що викликають ослаблення організму, а також різні речовини, що подразнюють шкіру. Так, наприклад, стійкий фолікуліт нерідко спостерігається в осіб, що працюють з оливами, які постійно травмують фолікулярний апарат шкіри. Нерідко фолікуліт супроводжує різні шкірні захворювання. Особливо часто він зустрічається при свербіжних дерматозах — нейродермітах, екземі, герпетиформному дерматозі Дюринга та інших захворюваннях. У таких випадках підґрунтям виникнення фолікуліта є змінена реактивність організму, а безпосередньою причиною — порушення цілісності шкіряного покриву.
В залежності від стану організму один і той самий етіологічний фактор, в даному випадку — стафілокок, може викликати в одного хворого — остіофолікуліт, який швидко і безслідно зникає, а у іншого — фолікуліт, який так само може порівняно швидко зникнути, але може й прийняти хронічний рецидивуючий перебіг, а у третього хворого ця ж причина може викликати фурункул і навіть фурункульоз.

## Патоморфологія
При фолікуліті фолікулярний мішок розтягнутий і заповнений ексудатом, який складається майже виключно з лейкоцитів-полінуклеарів. В дермі навколо фолікула — помірний клітинний інфільтрат, який складається переважно з лейкоцитів; лиш по периферії інфільтрата спостерігається невелика кількість лімфоцитів, фібропластів та гістоцитів. Кровоносні судини навколо фолікула значно розширені, просвіти їх наповнені еритроцитами та лейкоцитами-полінуклеарами.

## Клінічні ознаки
Проявляється гіперемією (почервонінням), припухлістю, а потім утворенням вузлика з гнійником на поверхні, пронизаним волосиною. При ураженні тільки виходу волосяного фолікула виникає поверхневий т.з. остіофоллікуліт, який розсмоктується протягом декількох діб. При залученні до запального процесу тканини, що оточує фолікул, розвивається глибокий фолікуліт — фурункул.

### Локалізація
Переважна локалізація фолікуліта — розгинальна поверхня кінцівок, область обличчя, шиї, лобка. Окрім того, фолікуліт може локалізуватися на будь-якій ділянці шкіряного покриву, де є волосяні фолікули.

### Клінічний перебіг
Звичайна тривалість еволюції фолікуліта — 5-7 днів, після чого він проходить, залишаючи тимчасову пігментно-гіперемічну пляму, яка незабаром безслідно зникає. 

#### Ускладнення
Глибокі фолікуліти залишають після себе білі рубчики.
Захворювання може ускладнюватись, наприклад, целюлітом або абсцесом.

## Діагностика
Діагноз ґрунтується на наступних ознаках:
- напружена напівкуляста пустула з густим зеленуватим гнійним вмістом.
- в основі виявляється інфільтрат у вигляді вузлика

## Прогноз
Прогноз, як правило, сприятливий, однак варто враховувати можливість рецидивів.

## Лікування
Лікування — протирання шкіри навколо гнійників 2%-ним салициловим або камфорним спиртами, змащування їх розчинами діамантового зеленого(2 %) або метиленового синього чи резорцину.